# Ferrovia Barco-Montecchio
La ferrovia Barco-Montecchio Emilia era una linea delle Ferrovie Reggiane; inaugurata nel 1909, venne soppressa nel 1955 nell'ambito della politica di taglio dei rami secchi, che in quell'anno vide anche la soppressione della Bagnolo-Carpi e della Reggio-Boretto.

## Storia

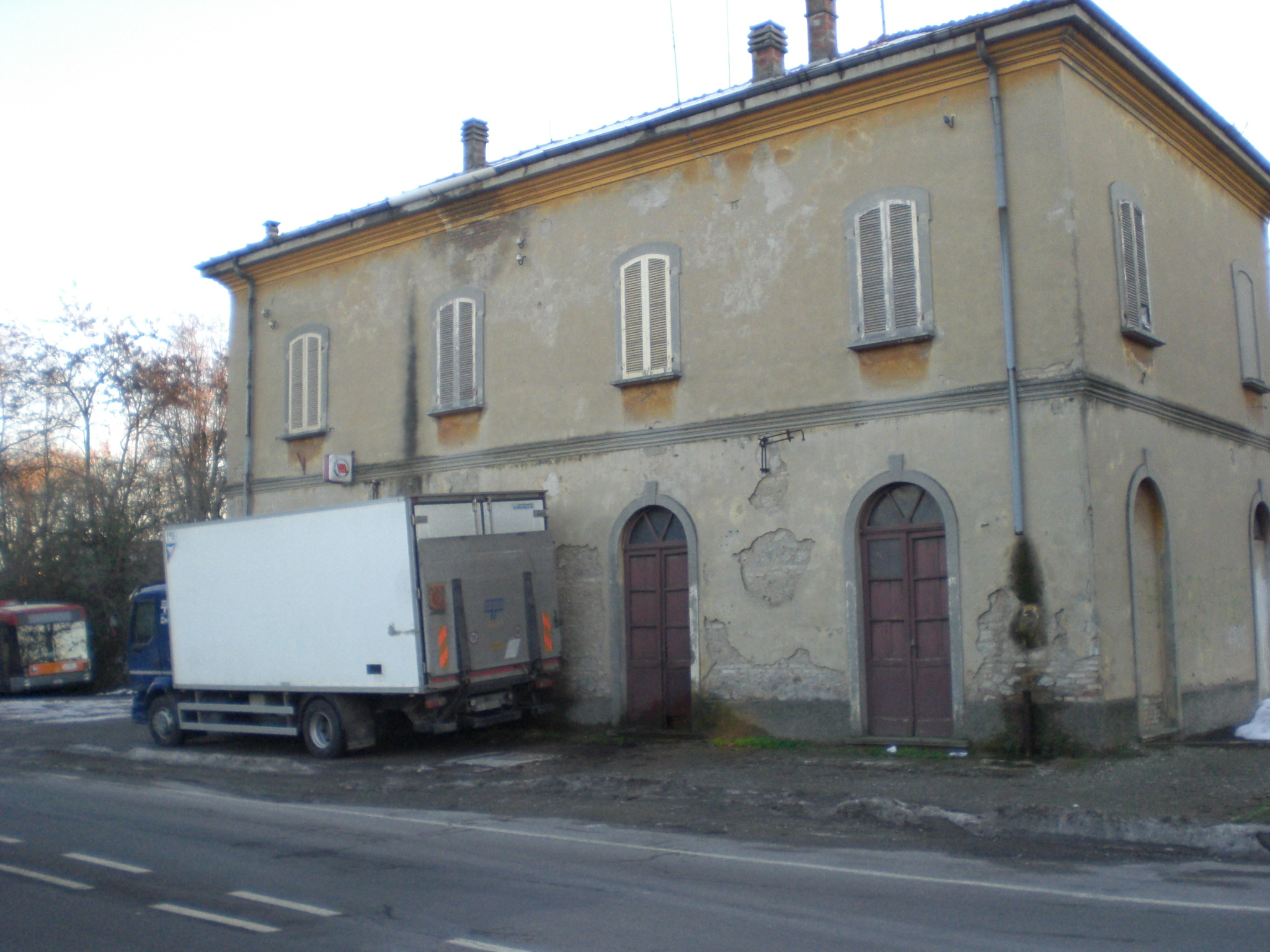
L'ex stazione di Montecchio

La ferrovia arrivò a Montecchio nel 1909, quando dalla stazione di Barco, posta sulla Reggio-Ciano, venne costruita una diramazione. Precedentemente furono proposti diversi tracciati, alla fine ne restarono in lizza solamente due: il progetto Benassi, quello poi realizzato, e quello sostenuto dall'Amministrazione Comunale Montecchiese, il quale da Barco avrebbe dovuto raggiungere il paese e di qui proseguire per Bibbiano, San Polo e Ciano.
Nel 1901 fu inaugurata la tranvia Pilastrello-Montecchio, diramazione della linea Parma-Traversetolo, chiusa nel 1934; i due impianti, disposti sul medesimo asse, nel 1910 furono collegati mediante un binario di raccordo lungo 113,3 m.
Il 15 agosto 1909 il tronco Reggio-Barco-Montecchio venne aperto al traffico; per vedere l'apertura completa della linea si dovette attendere l'anno successivo. Dunque, per Montecchio a Barco si cambiava il treno.

### Il declino

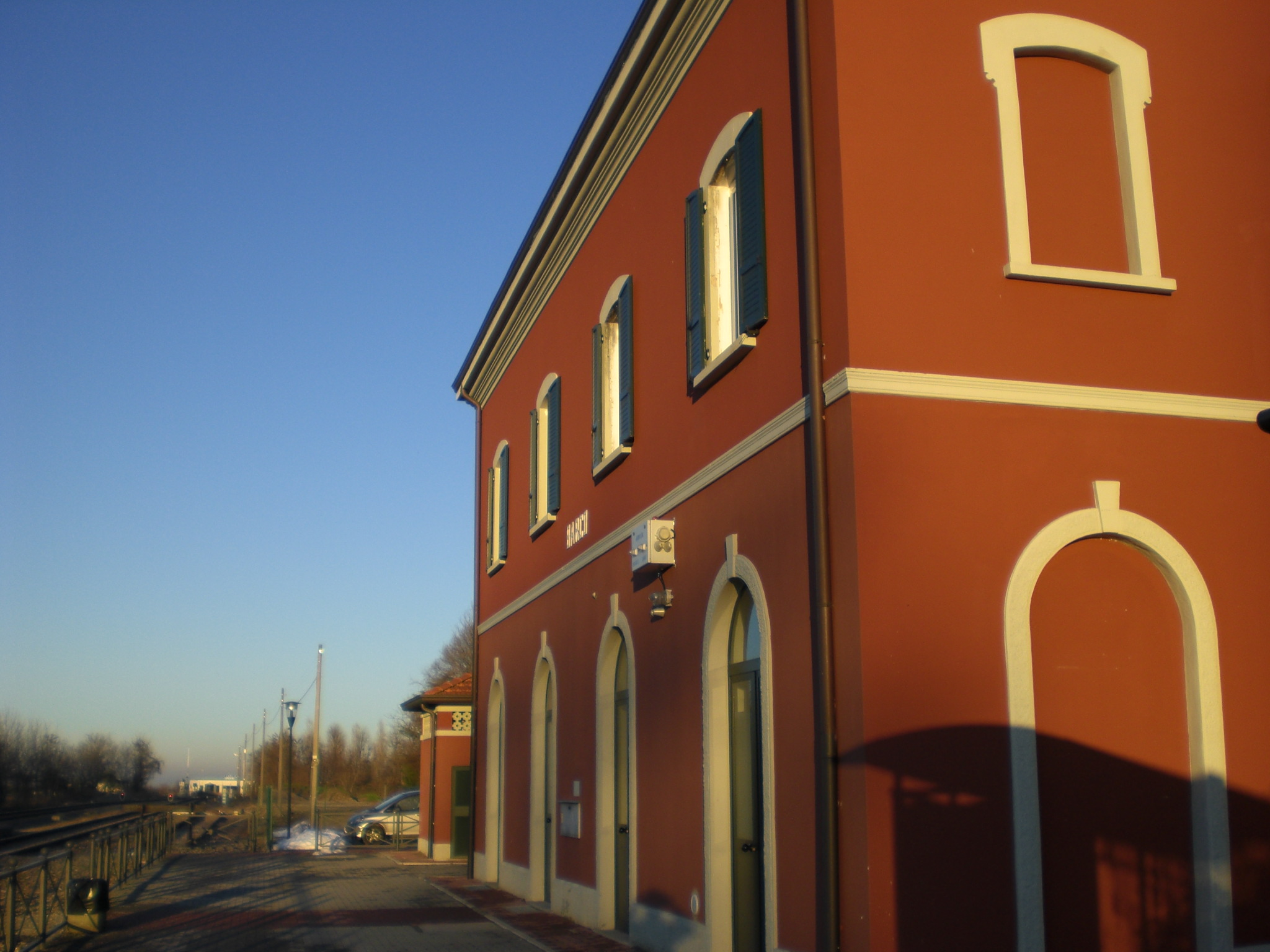
La stazione FER di Barco, punto di partenza della dismessa Barco-Montecchio

Il declino di questa breve ferrovia cominciò nel novembre 1944 quando la Wehrmacht distrusse gli impianti della stazione di Montecchio senza una precisa motivazione. Al termine della guerra la stazione venne ricostruita e il servizio riprese regolarmente, tuttavia sempre più montecchiesi e reggiani iniziarono a servirsi dell'automobile. Pian piano la ferrovia perdeva terreno, e così, nel 1955, il CCFR decise di chiudere al traffico il ramo Barco-Montecchio attuando la politica d'eliminazione dei rami secchi.

## Vestigia
Sebbene la tratta sia stata autosostituita e le rotaie rimosse, permagono ancora alcuni caselli. Il fabbricato di stazione di Montecchio è ancora esistente, mentre il lungo rettilineo finale è diventato sede della SP Reggio-Montecchio.

## Percorso
| Unknown route-map component "CONTgq" | Unknown route-map component "STR+r" |  |

| Station on track |

|  | Unknown route-map component "xABZgl" | Unknown route-map component "CONTfq" |

| Unused straight waterway + Unknown route-map component "exKBHFe" |

| Unknown route-map component "uexBHF" |

| Unused urban continuation forward |